# Bavsiïta
La bavsiïta és un mineral de la classe dels silicats.

## Característiques
La bavsiïta és un inosilicat de fórmula química Ba₂V₂O₂[Si₄O₁₂]. Va ser aprovada com a espècie vàlida per l'Associació Mineralògica Internacional l'any 2014. Cristal·litza en el sistema tetragonal.
L'exemplar que va servir per a determinar l'espècie, el que es coneix com a material tipus, es troba conservat a la col·lecció mineralògica del Museu Universal Joanneum, a Àustria, amb el número de catàleg 85.282.

## Formació i jaciments
Va ser descoberta al Gun claim del llac Wilson, al districte miner del mateix llac, dins del territori de Yukon, al Canadà. Es tracta de l'únic indret on ha estat descrita aquesta espècie mineral.